# 葉惠康
葉惠康，SBS，MH（1930年12月31日—2024年6月16日），香港作曲家、指揮家、音樂教育家。早年就讀廣州市培正中學及北京燕京大學音樂系，先後畢業於北京中央音樂學院作曲系（1955年）、美國肯塔基州南方浸信會神學院（宗教音樂碩士，1969年）及美國德克薩斯州西南浸信會神學院（音樂藝術博士，1979年）。曾於香港浸會大學任教達30年，為該校音樂系創系系主任，歷任文學院院長及校董。葉惠康畢生致力於香港音樂教育、推廣及普及工作，曾先後創辦香港兒童合唱團、泛亞交響樂團、葉氏兒童合唱團、香港兒童交響樂團等音樂團體，被譽為香港的「兒童合唱團之父」。:106-112:10-29
2017年11月7日，香港作曲家及作詞家協會向葉惠康頒發「CASH音樂成就大獎」，以表揚其音樂才華以及對香港音樂界所作出之重要貢獻。

## 生平

### 早年
1930年12月31日，葉惠康出生於廣州的一個基督教家庭。葉家育有九名子女，葉氏排行第九。父親葉培初，廣東台山筋坑人，畢業於廣州珠光里「培正書塾」，曾任培正校董會主席、同學會會長。 因葉培初為培正中學及培道中學校董的關係，葉家九名子女中，男孩均被送往培正中學唸書，女孩則至培道中學就讀。1937年，第二次中日戰爭全面爆發，時任廣州培正中學校長黃啟明率該校員生從廣州往鶴山避難，當中包括葉家，然因葉惠康當時年紀尚小，家人未允其隨行。1938年，廣州培正中學遷至澳門，葉惠康方正式入學，成為該分校的首批學生，從小學一年級起，唸完初中後方於1945年返回廣州繼續升讀高中，直至1949年畢業，其所屬級社為「堅社」。:107:10-13

### 青年
葉惠康自小已學習大提琴及鋼琴，遂對音樂懷有濃厚興趣，而葉家九名子女皆曾學習音樂，葉父亦有拉鋸琴的習慣。然而，葉父卻以無助生計為由，禁止子女投身音樂相關行業，但葉惠康始終鍾情於音樂。1949年，葉惠康中學畢業後，報考私立廣州大學當時設於香港的私立大專廣大書院，修讀土木工程系。翌年，葉惠康得到當時擔任中央軍事委員會軍醫的三姊葉惠芳向葉父說項，葉惠康終獲葉父批准修讀音樂。葉惠康遂隨三姊北上，後報讀北京燕京大學音樂系並獲取錄，主修作曲，並結識了廣州人蔡正怡，二人不久結為夫婦。:107:13-20 1950年，中國共產黨開始大規模整頓國內高等院校，並頒布相關規定，集中處理有美國背景的文化及宗教團體，當中正包括由四所美國及英國基督教教會聯合開辦的燕京大學，該校遂於1952年停辦。:21 與此同時，中共亦仿效蘇聯，以培養專才為教育政策方針，大部分燕京大學音樂系的學生遂遭調往北京師範大學，其餘的少數學生則獲安排轉至中央音樂學院繼續接受音樂專業培訓，當中包括葉氏，並入讀該校作曲系。葉氏後於1955年畢業，畢業作品為〈大提琴協奏曲〉。:107:21
在中央音樂學院就讀期間，葉惠康得到時任中央音樂學院院長、同為廣州培正中學校友的作曲家及小提琴家馬思聰青睞，於1956至1957年間獲安排在蘇聯作曲家鮑里斯·阿拉波夫的指導下研習作曲，更準備追隨阿拉波夫到蘇聯深造。然而，因葉家當時被指帶親美及反共背景，葉氏到蘇聯深造的安排遂遭禁止。為此，葉氏曾於1957年的「大鳴大放」運動中向毛澤東致函批評留學安排不公。同年，「反右運動」爆發，葉氏因其批評而遭劃定為「右派分子」，翌年與妻子蔡正怡二人被派往湖北省接受勞動改造。蔡氏被分配到武漢餵豬；葉氏則於潛江耕田，又曾於荒野中採摘棉花，在長期挨餓的情況下致使其體重曾一度由164磅暴跌至88磅，更曾萌生自殺念頭。經歷為時18個月的勞動改造後，葉氏獲准到武漢音樂學院執教，並曾為武漢大劇院作曲，終於1961年獲摘除「右派」帽子，及後成功申請移居香港。:21-23

### 中年
抵港後，葉惠康於1962年得到澳門及香港培正中學前校長、時任香港浸會書院校長林子豐的協助，獲安排到浸會書院教授音樂欣賞課，並負責發展合唱團，訓練學生於每年的基督教大學周會上合唱。葉氏曾為該校學生增設音樂理論、合唱課，並根據學生已有之音樂基礎組織樂隊，以代表書院作公開演奏；學生的積極參與使葉氏獲當時浸會書院副校長晏務理（Maurice John Anderson）及書院第二任校長謝志偉的賞識和肯定。自此，葉氏一直於浸會書院任教，專注音樂教育工作，歷任講師、高級講師、教授，直至1992年。1960年代，浸會書院設立正式音樂課程，並陸續開辦正規的音樂理論課程，後因應規模日漸擴大，校方亦考慮開設音樂系。1970年代初，葉氏籌備成立浸會書院音樂藝術系（今浸會大學音樂系），後該系於1973年正式成立，葉氏遂出任系主任，長達二十年之久。1980至1984年，葉氏兼任浸會學院文學院院長。1993年，葉氏獲委任為浸會學院校董，見證浸會學院於翌年正式升格為浸會大學。葉氏於浸會書院任職期間，又曾組織女聲合唱團和基督徒詩班，並應邀赴海外作巡迴演出。:107:23-24
葉惠康在浸會大學任教期間，曾兩度赴美國進修音樂教育。1969年，先於美國肯塔基州南方浸信會神學院修得宗教音樂碩士學位，畢業作品為交響詩〈大地交響曲〉。1979年，葉氏於美國德克薩斯州西南浸信會神學院獲得音樂藝術博士，並創作了鋼琴協奏曲〈試探〉，兼獲頒學業成績優異獎。:107:23-24
除於香港浸會大學發展其音樂教育事業外，葉惠康亦積極推動創立香港本地的兒童和青年音樂團體。1969年，葉氏創辦香港兒童合唱團，後歷任該合唱團指揮、音樂總監及董事會主席，直至1983年。葉氏之長女葉羨詩、次女葉詠詩、前任香港管弦樂團首席敲擊樂師龍向榮、小提琴家龍向輝等皆曾為該合唱團之團員。 葉氏於香港兒童合唱團任職期間，該合唱團曾三度獲國際音樂教育協會（International Society for Music Education）邀請，於分別在澳洲、瑞士和加拿大舉行的1974、1976及1978年會議上作示範表演。 1970年代中，葉氏又曾協助籌組和指導了多個香港兒童合唱團體，包括於1974年成立的香港首個地區性兒童合唱團——黃大仙兒童合唱團。其後，葉氏曾向香港政府音樂事務統籌處建議，以黃大仙兒童合唱團為藍本，於香港各區組織地區性兒童合唱團。:188 1976年，葉氏成立泛亞交響樂團，出任該團指揮及音樂總監；該樂團成立宗旨乃為浸會大學音樂系學生提供實習平台，並致力於推廣古典音樂及中國管弦樂作品。1982年，葉氏出任當時於香港舉行的國際兒童合唱節的藝術總監，其後組織成立國際兒童合唱及演藝協會（International Society of Children's Choir and Performing Arts），並獲選為主席，負責策劃和推動於香港舉行的國際音樂演出和交流活動，如音樂會、研討講座等。:107-108 1987年，葉氏獲推舉成為國際兒童合唱及演藝協會永遠名譽主席後，於1999年再度出任該協會主席至2002年，後復獲推舉為永遠名譽主席。 1983年，葉氏離開香港兒童合唱團，同年創立葉氏兒童音樂實踐中心及葉氏兒童合唱團，並出任二者之音樂總監，兼任後者指揮，強調正統的基礎音樂教育、訓練及表演。 前者主要開展有關音樂對嬰兒及兒童心智發展的研究，並著手開發系統化而創新的兒童音樂教材如電腦遊戲等；後者則承接葉氏多年來在培訓和指導兒童合唱團的基礎，讓更多有志於音樂的兒童接受音樂教育及得到於香港乃至世界各地公開表演的機會。:107-108 1987年，葉氏獲推舉成為國際兒童合唱及演藝協會永遠名譽主席後，於1999年再度出任該協會主席至2002年，後復獲推舉為永遠名譽主席。
1988年，葉氏兒童音樂實踐中心設立器樂組，邀得中國小提琴家林耀基指導，及後於1996年成功培訓出第一批器樂骨幹成員。同年，葉惠康特創辦香港兒童交響樂團，為這群優秀器樂學員提供表演機會，葉氏亦擔任該樂團指揮及音樂總監。

### 晚年
2003年7月1日，葉惠康獲香港政府頒授榮譽勳章，以表揚其為推廣兒童音樂教育所作出之貢獻。 2006年，葉氏獲香港浸會大學頒授榮譽大學院士銜，並於首屆頒授典禮上代表當屆七位榮譽大學院士致謝辭。 翌年，葉氏患上癌症，後經多次放射治療而痊癒。
2011年7月1日，葉惠康獲香港政府頒授銅紫荊星章。 2017年11月7日，葉氏於香港作曲家及作詞家協會第40屆周年晚宴暨2017年CASH金帆音樂獎頒獎典禮上，獲該協會頒發「CASH音樂成就大獎」，以表揚葉氏對香港音樂界所作出之長久而重大的貢獻，並由香港浸會大學前任校長謝志偉頒獎，其讚辭則由葉妻蔡正怡所撰。 2021年7月1日，葉氏獲頒銀紫荊星章。 2023年，獲香港藝術發展局頒發第十七屆香港藝術發展獎之「終身成就獎」。

### 逝世
2024年6月16日晚上11時，葉惠康因年事已高在香港安詳離世，享年93歲。其死訊經葉氏兒童音樂實踐中心宣布。

## 家庭
葉惠康的祖父是台山籍華工，晚清時曾赴美國三藩市當苦力，並於當地聽福音後信奉基督教。回鄉後，葉氏祖父開始於廣州傳道，是為葉家第一代基督徒。 葉父葉培初於廣州珠光里培正書塾畢業後，入讀私立廣東光華醫學院受訓並成為醫生，後曾獲獎學金赴日本京都帝國大學（今京都大學）進修醫科。1917年，葉父出任廣州東山兩廣浸會醫院院長，曾親赴美洲為建設新院籌款。後累任兩廣浸信會聯會主席、培正校董會主席兼校醫、培正同學會會長、培道中學校董等職。:11-14 葉母則於台山鄉村長大，結婚後同樣信奉基督教。
至於葉惠康的八名兄姊，其大姊葉惠蘭早年獲頒獎學金赴美留學，後投身學術工作，曾擔任密西根州立大學生化學系系主任；夫婿周明溪為航空工程師；二人於1947年曾接受周恩來的邀請回到中國，葉惠蘭其後出任哈爾濱工業大學生化學系教授，周明溪則成了為新中國研製國防系統的重點航空科技專家。三姊葉惠芳為美國紐約大學醫學博士，專修婦產科，後加入中央軍事委員會任軍醫，曾為中國人民解放軍總醫院開設婦產部，官至將軍級。四兄葉惠恩曾是香港政府醫生。五兄葉惠安曾任北京電機工程部門工程師。六姊葉惠英及其丈夫皆為香港珠寶商人。七兄葉惠恆則是香港資深獸醫，後移民加拿大。:20
葉惠康的妻子蔡正怡為鋼琴家，二人婚後育有三女。 長女葉羨詩曾於1993年於美國洛杉磯成立葉氏兒童合唱團，2000年返港後為葉氏兒童音樂實踐中心開設葉氏兒童音樂劇團，後擔任該中心副音樂總監。 次女葉詠詩為指揮家，1980年代初曾就讀英國倫敦皇家音樂學院，後於1985年在美國印第安納大學獲頒小提琴及指揮雙碩士學位。曾任香港管弦樂團駐團指揮、廣州交響樂團首席客席指揮及音樂總監、香港小交響樂團音樂總監及指揮等職；葉詠詩之丈夫羅夢熊為退休警務處高級助理處長。 三女葉亦詩則活躍於美國歌劇界，及至1998年回港，擔任歌劇練唱指導，為歌劇演員排練及伴奏，後加入香港歌劇院出任首席練唱指導。

## 評價
1999年，香港資深樂評人周凡夫曾稱許葉惠康為香港兒童合唱教育作出了三個方面的重要貢獻。其一、創建「葉氏兒童合唱團教育法」。其二、經常帶領香港兒童合唱團和葉氏兒童合唱團到世界各地演出，成功將香港的兒童合唱帶到國際樂壇。其三、改變了人們對兒童合唱的偏狹觀念，並使人們重視兒童合唱在兒童教育中的重要性。

## 主要作品

### 管弦樂
| 年分     | 作品名稱                                 | 類別         | 參考資料 |
| -------- | ---------------------------------------- | ------------ | -------- |
| 1955年   | 〈大提琴協奏曲〉                         | 大提琴協奏曲 | :110-111 |
| 1970年   | 〈大地交響曲〉 （Symphony of the Earth） | 交響詩       | :110-111 |
| 1980年代 | 〈兒童節序曲〉 （與陳培勳合作）          | 高胡協奏曲   | :188     |
| 1989年   | 〈混沌中的世界〉 （World in Chaos）      | 交響曲       | [ 9 ]    |
| 1990年   | 〈試探〉                                 | 鋼琴協奏曲   | :110-111 |
| 1990年   | 〈E音上的交響曲〉                        | 交響曲       | :110-111 |

### 大合唱
| 年分           | 作品名稱                                          | 填詞   | 類別     | 參考資料 |
| -------------- | ------------------------------------------------- | ------ | -------- | -------- |
| 1970年代       | 〈羔羊頌〉                                        | 葉惠恆 | 聖樂     | :111-112 |
| 1972年         | 〈音樂頌〉                                        | 易辰   | 混聲合唱 | :111-112 |
| 1975年         | 〈哈米吉多頓〉 （Armageddon；又譯〈最後的戰役〉） | 葉惠恆 | 聖樂     | :111-112 |
| 1970至1990年代 | 〈中國海〉                                        | 不詳   | 兒童合唱 | :111-112 |
| 1970至1990年代 | 〈歡唱童年〉                                      | 不詳   | 兒童合唱 | :111-112 |
| 1970至1990年代 | 〈美好的童年〉 （We Are The Children）            | 不詳   | 兒童合唱 | :111-112 |

### 流行曲
| 年分   | 歌曲名稱                                | 填詞   | 歌手 | 備註             | 參考資料 |
| ------ | --------------------------------------- | ------ | ---- | ---------------- | -------- |
| 1983年 | 〈美滿前途全力創〉 （前名〈青年之歌〉） | 鄭國江 | 羅文 | 1983年禁毒宣傳歌 | :80-81   |
| 1985年 | 〈武裝我們的心〉                        | 鄭國江 | 不詳 | 1985年禁毒宣傳歌 | [ 34 ]   |

## 獎項及榮譽
| 年份           | 獎項或榮譽                                                             | 參考資料                   |
| -------------- | ---------------------------------------------------------------------- | -------------------------- |
| 1970至1980年代 | 美國德克薩斯州沃斯堡市榮譽市民                                         | [ 6 ] [ 7 ] [ 35 ]         |
| 1970至1980年代 | 美國德克薩斯州達拉斯市榮譽市民                                         | [ 6 ] [ 7 ] [ 35 ]         |
| 1970至1980年代 | 美國亞利桑那州圖森市榮譽市民                                           | [ 6 ] [ 7 ] [ 35 ]         |
| 1970至1980年代 | 美國佛羅里達州雅芳湖市（Avon Lake）頒授「金鎖匙」（Golden Key）        | [ 6 ] [ 7 ] [ 35 ]         |
| 1970至1980年代 | 美國肯塔基州頒贈「肯塔基上校」（Colonel of the State of Kentucky）名銜 | [ 6 ] [ 7 ] [ 35 ]         |
| 1990年         | 香港藝術家聯盟「藝術教育家年獎」                                       | [ 6 ] [ 7 ] [ 36 ]         |
| 2003年         | 香港特別行政區政府榮譽勳章                                             | [ 6 ] [ 7 ] [ 21 ] [ 35 ]  |
| 2006年         | 香港浸會大學榮譽大學院士                                               | [ 22 ] [ 7 ] [ 35 ]        |
| 2008年         | 英國森麻實郡韋爾斯座堂教育基金（Wells Cathedral Education Trust）院士  | [ 7 ] [ 35 ]               |
| 2011年         | 香港特別行政區政府銅紫荊星章                                           | [ 23 ] [ 35 ]              |
| 2013年         | 2013年萬寶龍國際藝術贊助大獎                                           | [ 28 ]                     |
| 2017年         | 香港作曲家及作詞家協會「CASH音樂成就大獎」                             | [ 12 ] [ 9 ] [ 13 ] [ 14 ] |
| 2021年         | 香港特別行政區政府銀紫荊星章                                           | [ 11 ]                     |
| 2023年         | 香港藝術發展局第十七屆香港藝術發展獎「終身成就獎」                     | [ 24 ] [ 37 ]              |

## 外部連結
- 香港兒童合唱團官方網站 （页面存档备份，存于）
- 泛亞交響樂團的Facebook專頁
- 葉氏兒童音樂實踐中心官方網站 （页面存档备份，存于）
- 葉氏兒童音樂實踐中心：葉氏兒童合唱團介紹 （页面存档备份，存于）
- 香港兒童交響樂團官方網站 （页面存档备份，存于）